# 三山街駅
三山街駅（さんさんがい-えき）は、中華人民共和国江蘇省南京市秦淮区にある、南京地下鉄1号線と5号線の駅。

## 駅構造
島式ホーム1面2線の地下駅。出口は5箇所ある。

### のりば
| 番線 | 路線            | 方面                               | 行先             |
| ---- | --------------- | ---------------------------------- | ---------------- |
|      | 南京地下鉄1号線 | 南京駅・邁皋橋・吉祥庵・燕子磯方面 | 八卦洲大橋南行き |
|      | 南京地下鉄1号線 | 中華門・花神廟・南京南駅 方面      | 中国薬科大学行き |
|      | 南京地下鉄5号線 | 静海寺・南京西駅方面               | 方家営行き       |
|      | 南京地下鉄5号線 | 夫子廟・七橋甕・神機営方面         | 江蘇軟件園行き   |

## 駅周辺
- 中山南路客運站
- 秦準飯店
- 夫子廟

## 歴史
- 2005年8月12日 - 開業。
- 2025年8月6日：5号線の開業により乗換駅となる[1]。

## 隣の駅
南京地下鉄
■1号線
張府園駅 - 三山街駅 - 中華門駅
■5号線
朝天宮駅 - 三山街駅 - 夫子廟駅